# Culbutant belge
Le culbutant belge (belgische tuimelaar) est une race de pigeon domestique originaire de Belgique, et plus précisément de la province d'Anvers. Il est classé dans le groupe des pigeons de vol.

## Description
Il s'agit d'un petit pigeon trapu à l'aspect solide. Sa poitrine est large et arrondie. Il a le dos légèrement incliné. La tête du culbutant belge et petite et arrondie au-dessus d'un cou bien large à la base. Le bec est moyen et clair.
La queue est moyenne et les ailes bien collées au corps. Le plumage dense est reconnu en quatre couleurs : noir, rouge, jaune et dun.
Son baguage est de 7 mm.